# Faxaflói
Faxaflói (také Faxaós) je záliv v Atlantském oceánu při jihozápadním pobřeží Islandu mezi poloostrovy Reykjanes a Snæfellsnes.
U jižního pobřeží zálivu leží hlavní město Islandu Reykjavík. Přes záliv je možné z Reykjavíku vidět nedaleký poloostrov Akranes a dokonce stratovulkán Snæfellsjökull, který je vzdálený 120 km. U jeho pobřeží žije až 75 % obyvatelstva Islandu. Součást zálivu také tvoří fjordy, Borgarfjörður, Hvalfjörður, Kollafjörður a Hafnarfjörður.
Faxaflói byl v minulosti důležitým zdrojem potravy pro obyvatelstvo. Dříve lidé rybařili v malých lodích u pobřeží. Dnes se rybaří v mnohem větších lodích, ale pokud chtějí rybáři chytit nějaké ryby, musejí dál od pobřeží.
Severně od Reykjavíku ve fjordu Kollafjörður, který je součástí zálivu leží ostrůvek Viðey. Je obydlený od roku 1943, ale dřívější osada byla už v 10. století. Ve 12. století zde byla postavena kaple a roku 1225 klášter. Existovali až do konečného prosazení reformace koncem 16. století. Ostrov a pozůstatky osady je možno navštívit trajektem z přístavu v Reykjavíku.